# Uphuser Meer
Das Uphuser Meer ist ein Binnensee auf dem Gebiet der Stadt Emden in Ostfriesland. Es liegt im Stadtteil Uphusen.
Der See wird in erster Linie als Naherholungsgebiet genutzt. An seinem Ostufer befindet sich eine Ferienhauskolonie. Öffentlich zugängliche Plätze an dieser Seeuferseite gibt es daher kaum. Auf dem Uphuser Meer finden Segelregatten statt, die zumeist vom Freizeit- und Wassersportverein Uphuser Meer ausgerichtet werden, der am See sein Domizil hat. Zudem ist Angeln als Freizeitaktivität beliebt.
Das Uphuser Meer ist über das Neue Tief mit dem Fehntjer Tief und damit sowohl mit dem innerostfriesischen Wasserstraßennetz als auch – über den Emder Hafen und seine Seeschleusen – mit der Hochsee verbunden.
Das Westufer des Sees ist als Landschaftsschutzgebiet ausgewiesen und nicht zugänglich.

## Bildergalerie

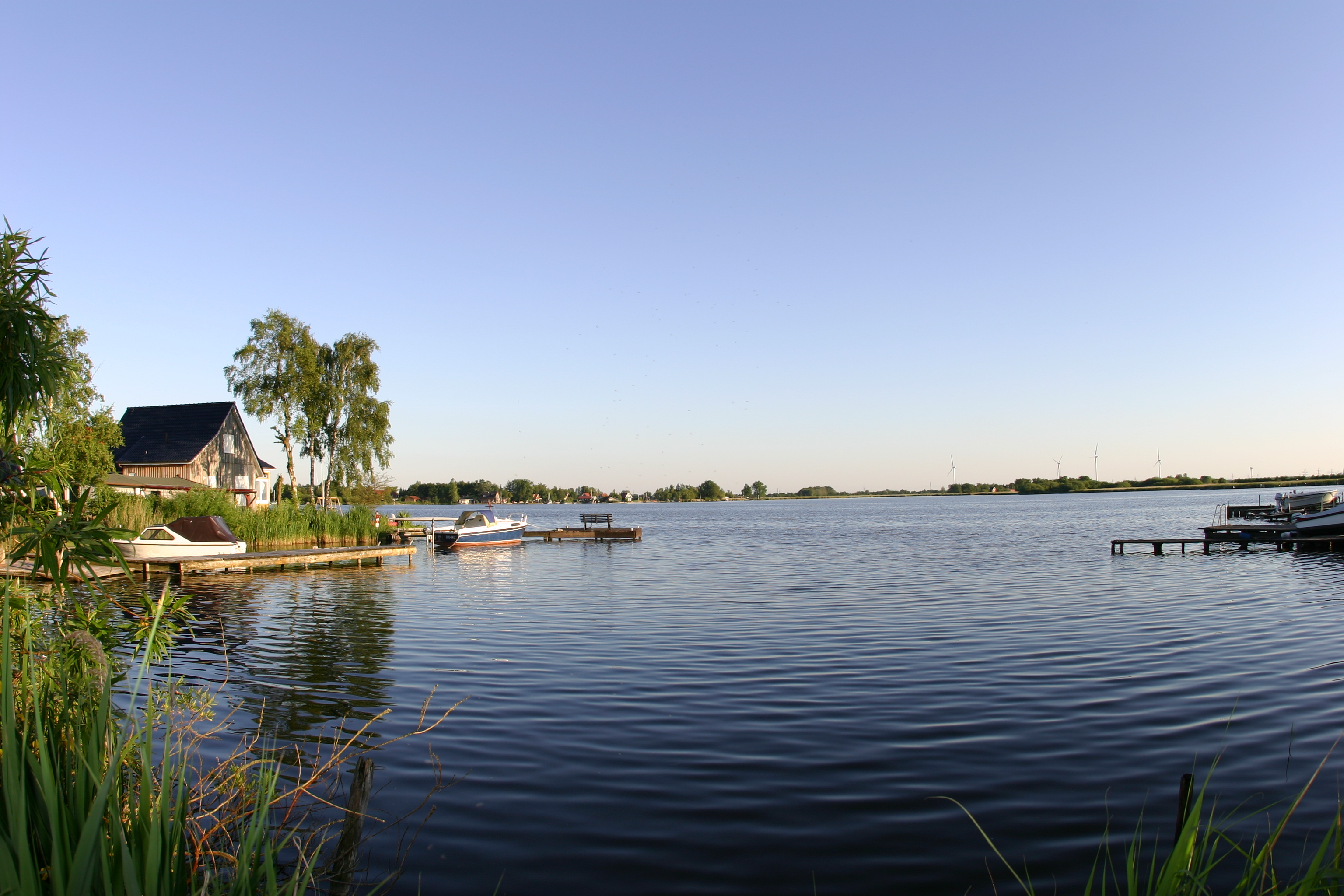
Uphuser Meer (Ostseite) mit Wochenendhäusern
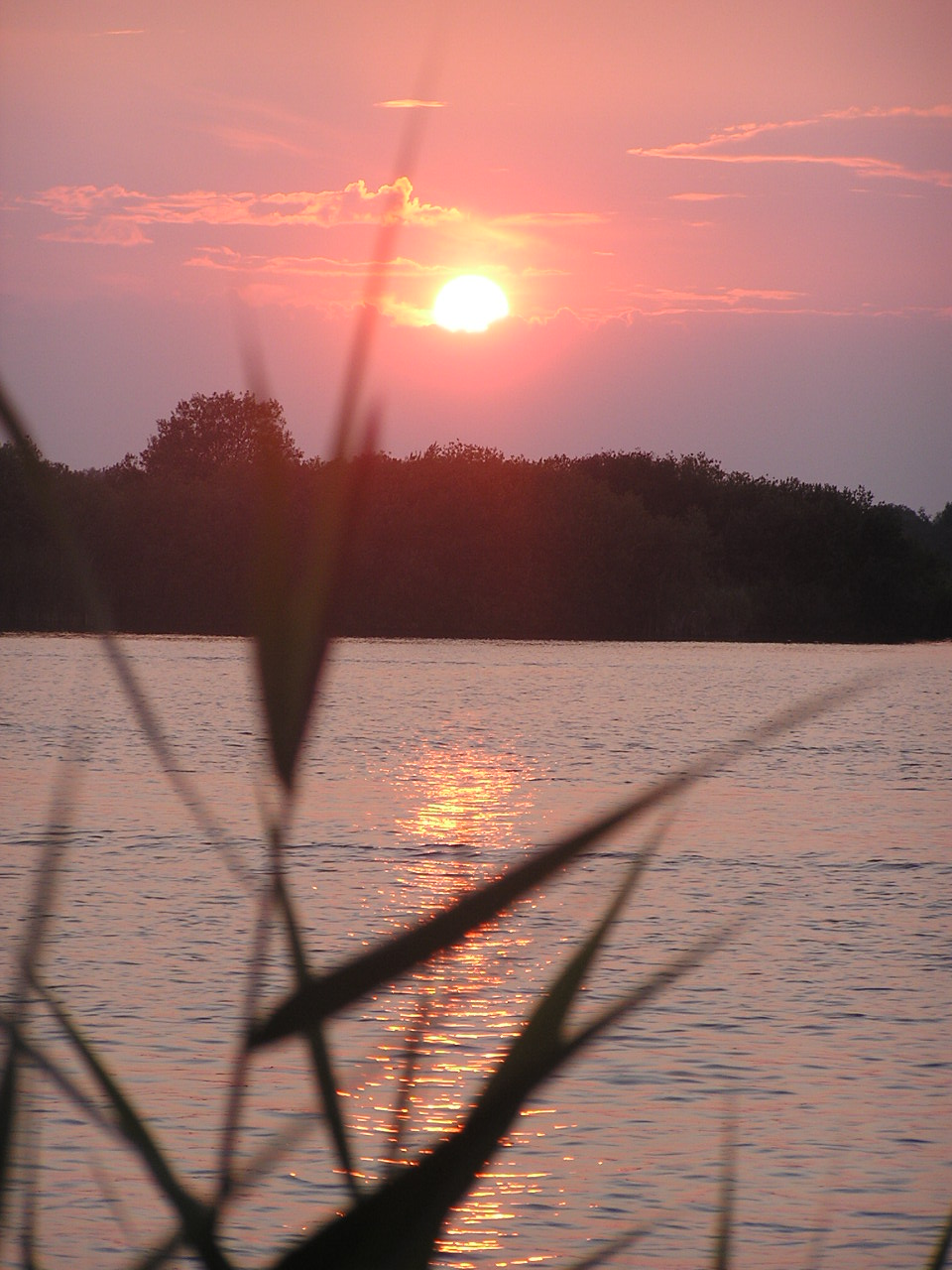
Sonnenuntergang am Uphuser Meer